# Carré d'Art
Het Carré d'Art - Musée d'Art Contemporain, kortweg ook Carré d'Art geheten, is een gebouw in de Franse stad Nîmes, waarin zich het museum voor moderne kunst, een mediatheek en de openbare bibliotheek van deze stad bevinden. Het is een gebouw van de Britse architect Norman Foster. Het Carré d'Art werd geopend in 1993.
Foster construeerde een gebouw van glas, beton en staal tegenover het beroemde Maison Carrée te Nîmes. Het gebouw biedt ruimte aan een vaste collectie moderne kunst, maar ook aan tijdelijke tentoonstellingen. Het bevindt zich op de plaats, waar tot 1953 het Theater van Nîmes was gevestigd, dat in dat jaar geheel afbrandde. Sindsdien vonden discussies plaats over de nieuwe invulling van de vrijgekomen ruimte. In het najaar van 1983 werd een prijsvraag uitgeschreven, die een aantal architecten verleidde tot een ontwerp. Norman Foster was de uiteindelijke winnaar. Onvoorziene technische problemen en een overstroming in 1988 hebben de bouw van het Carré d'Art lang opgehouden.
Het Museum voor Moderne Kunst in het Carré d'Art bevindt zich op de bovenste twee verdiepingen.